# Jermolovitji
Jermolovitji (vitryska: Ермалавічы) är en by i Belarus.   Den ligger i voblasten Mahiljoŭs voblast, i den nordöstra delen av landet, 160 km öster om huvudstaden Minsk. Jermolovitji ligger 190 meter över havet och antalet invånare är 219.

## Natur och klimat
Terrängen runt Jermolovitji är mycket platt. Runt Jermolovitji är det ganska tätbefolkat, med 192 invånare per kvadratkilometer.. Närmaste större samhälle är Mahiljoŭ, 19,7 km öster om Jermolovitji.
Trakten runt Jermolovitji består till största delen av jordbruksmark.